# Rhassan Muhareb
Rhassan Muhareb dansk MMA-udøver og Thai-bokser Kalundborg, Danmark, der konkurrerer i Letvægt-klassen. Han har kæmpet over 160 kampe. Muhareb vandt verdensmester-titlen i VM Super 8 turneringen i Hong Kong i 2012.
Muhareb mødte svenske Martin Fouda Afana Bipouna til Danish MMA Night den 9. juni 2018 i Brøndbyhallen i København.

## MMA-karriere

### Tidlige karriere
Muhareb startede til kampsport i en alder af 14 år.

## Privatliv
Muhareb er far til tre små piger og har en baggrund som socialpædagog, som han har brugt til at arbejde med socialt udsatte og kriminalitetstruede unge siden 2005. Han arbejder ligeledes som skuespiller og har medvirket i flere danske film som "Khalid" "Partisan" samt i serien "Alfa".